# Lans (Saône-et-Loire)
Lans ist eine französische Gemeinde mit 945 Einwohnern (Stand: 1. Januar 2022) im Département Saône-et-Loire in der Region Bourgogne-Franche-Comté. Sie gehört zum Arrondissement Chalon-sur-Saône und zum Kanton Ouroux-sur-Saône. Die Bewohner werden Lanniaux genannt.

## Geografie
Lans liegt etwa fünf Kilometer ostsüdöstlich von Chalon-sur-Saône. Umgeben wird Lans von den Nachbargemeinden Oslon im Norden, Saint-Christophe-en-Bresse im Osten und Südosten, Ouroux-sur-Saône im Süden, Épervans im Südwesten sowie Saint-Marcel im Westen und Nordwesten.

## Bevölkerungsentwicklung
| Jahr                       | 1962 | 1968 | 1975 | 1982 | 1990 | 1999 | 2006 | 2012 | 2020 |
| Einwohner                  | 245  | 279  | 420  | 536  | 746  | 852  | 878  | 894  | 933  |
| Quellen: Cassini und INSEE |      |      |      |      |      |      |      |      |      |